# Список кардиналов, возведённых папой римским Павлом III
Кардиналы, возведённые Папой римским Павлом III — 71 прелат и клирик были возведены в сан кардинала на двенадцати Консисториях за 15 лет понтификата Павла III.
Самой крупной консисторией была Консистория от 19 декабря 1544 года, на которой было возведено тринадцать кардиналов.
Папа Павел III предложил кардинальский сан Эразму Роттердамскому (1466-1536), известнейшему гуманисту, но он отказался из-за возраста и плохого состояния здоровья.

## Консистория от 18 декабря 1534 года
- Алессандро Фарнезе младший, внук Его Святейшества, избранный епископ Пармы (Папская область);
- Гвидо Асканио Сфорца ди Санта Фьора, внук Его Святейшества, избранный епископ Монтефьясконе (Папская область).

## Консистория от 21 мая 1535 года
- Николаус фон Шёнберг, O.P., архиепископ Капуи (Папская область);
- Джироламо Гинуччи, епископ Вустера (королевство Англия);
- Джакомо Симонета, епископ Пезаро (Папская область);
- Джон Фишер, епископ Рочестера (королевство Англия);
- Жан дю Белле, епископ Парижа (Франция);
- Гаспаро Контарини, венецианский дворянин (Венецианская республика);
- Марино Асканио Караччоло, епископ Катании (королевство Сицилия).

## Консистория от 22 декабря 1536 года
- Джанпьетро Караффа, архиепископ Кьети (Неаполитанское королевство);
- Джованни Мария Чокки дель Монте, архиепископ Манфредонии (Папская область);
- Эннио Филонарди, епископ Вероли, префект замка Святого Ангела, в Риме (Папская область);
- Якопо Садолето, епископ Карпантраса (Франция);
- Кристофоро Джакобацци, епископ Кассано, датарий Его Святейшества, аудитор Трибунала Священной Римской Роты (Папская область);
- Шарль де Эмар де Денонвиль, епископ Макона (Франция);
- Родольфо Пио, епископ Фаэнцы (Папская область);
- Реджинальд Поул, апостольский протонотарий (Папская область);
- Родриго Луис де Борха-и-де-Кастре-Пинос, праправнук Папы Александра VI, римский клирик (Папская область);
- Джироламо Алеандер, архиепископ Бриндизи и Ории (Неаполитанское королевство);
- Никколо Каэтани, апостольский протонотарий (Папская область).

## Консистория от 18 октября 1538 года
- Педро Сармиенто, архиепископ Компостелы (Испания).

## Консистория от 20 декабря 1538 года
- Хуан Альварес-и-Альва де Толедо, O.P., епископ Бургоса (Испания);
- Педро Фернандес Манрике, епископ Кордобы (Испания);
- Робер де Ленонкур, епископ Шалона (Франция);
- Дэвид Битон, епископ Мирепуа, посол Его Святейшества во Франции (королевство Шотландия);
- Ипполито II д’Эсте, избранный архиепископ Милана (герцогство Феррара);
- Пьетро Бембо, O.S.Io.Hieros., венецианский сенатор (Венецианская республика).

## Консистория от 19 декабря 1539 года
- Федерико Фрегозо, архиепископ Салерно (Неаполитанское королевство);
- Пьер де Лабом, епископ Женевы (Савойя);
- Антуан Сенген де Мёдон, епископ Орлеана (Франция);
- Уберто Гамбара, епископ Тортоны (Генуэзская республика);
- Пьерпаоло Паризио, аудитор Апостольской Палаты, епископ Нуско (Папская область);
- Марчелло Червини, епископ Никастро (Папская область);
- Бартоломео Гвидиччони, епископ Терамо (Папская область);
- Асканио Паризани, епископ Римини (Папская область);
- Дионизио Лаурерио, O.S.M., генеральный настоятель своего ордена (Папская область);
- Энрике де Борха-и-Арагон, правнук Папы Александра VI, избранный епископ Сквилачче (Папская область);
- Джакомо Савелли, апостольский протонотарий (Папская область);
- Мигел да Силва, епископ Визеу (Португалия).

## Консистория от 2 июня 1542 года
- Джованни Джироламо Мороне, епископ Модены (Моденское герцогство);
- Марчелло Крешенци, епископ Марси (Неаполитанское королевство);
- Джованни Винченцо Аквавива д’Арагона, префект замка Святого Ангела, в Риме, епископ Мельфи (Папская область);
- Помпонио Чеччи, епископ Сутри и Непи (Папская область);
- Роберто Пуччи, епископ Пистои (Флорентийское герцогство);
- Томмазо Бадья, O.P., магистр Священного дворца (Папская область);
- Грегорио Кортезе, O.S.B., конгрегация Святого Юстина Падуанского (Папская область);
- Кристофоро Мадруццо, князь-епископ Трента (Трентское епископство).

## Консистория от 19 декабря 1544 года
- Гаспар Авалос де ла Куэва, архиепископ Компостелы (Испания);
- Франсиско де Мендоса де Бобадилья, епископ Кории (Испания);
- Бартоломео де ла Куэва-и-Толедо, клирик епархии Сеговии (Испания);
- Жорж д’Aрманьяк, епископ Родеза, посол короля Франции Франциска I в Риме (Франция);
- Жак д’Аннебо, епископ Лизьё (Франция);
- Отто Трухсесс фон Вальдбург, князь-епископ Аугсбурга (Аугсбургское княжество-епископство);
- Андреа Корнаро, избранный епископ Брешии (Венецианская республика);
- Франческо Сфондрати, архиепископ Амальфи (Папская область);
- Федерико Чези, епископ Тоди, брат кардинала Паоло Эмилио Чези (Папская область);
- Дуранте Дуранти, епископ Кассано (Папская область);
- Никколо Ардингелли, епископ Фоссомброне (Папская область);
- Джироламо Реканати Каподиферро, избранный епископ Сен-Жан-де-Морьена (Савойское герцогство);
- Тиберио Криспо, избранный епископ Сесса-Аурунки (Папская область).

## Консистория от 16 декабря 1545 года
- Педро Пачеко де Вильена, епископ Хаэна (Испания);
- Жорж II Амбуаз, архиепископ Руана (Франция);
- инфант Энрике Португальский, архиепископ Эворы (Португалия);
- Рануччо Фарнезе, O.S.Io.Hieros., администратор архиепархия Неаполя (Неаполитанское королевство).

## Консистория от 27 июля 1547 года
- Шарль I де Гиз, Лотарингский, архиепископ Реймса (Франция);
- Джулио делла Ровере, клирик Урбино (Папская область).

## Консистория от 9 января 1548 года
- Шарль I де Бурбон-Вандом, избранный епископ Сента (Франция).

## Консистория от 8 апреля 1549 года
- Джироламо Вералло, архиепископ Россано (Папская область);
- Джованни Анджело Медичи, вице-легат Перуджи, архиепископ Рагузы (Папская область);
- Филиберто Ферреро, епископ Ивреа (Папская область);
- Бернардино Маффеи, избранный епископ Масса Мариттимы (Папская область).